# Zahnachse

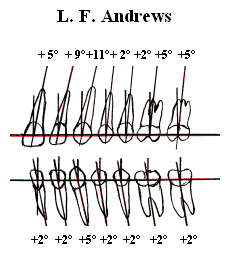
Zahnangulationen

Als Zahnachse wird die Zahnlängsachse (auch Zentralachse) eines Zahnes bezeichnet. Sie ist als Verbindungslinie zwischen der Wurzelspitze bei einwurzligen Zähnen und der Mitte der Schneidekante und bei mehrwurzligen Zähnen zwischen der Wurzelgabelung (Bifurkation, Trifurkation) und der der Kauflächenmitte definiert. Die Zahnachsen der Frontzähne (Eckzähne und Schneidezähne) im Oberkiefer sind in Normalstellung  nach distal geneigt. Die funktionelle Zahnachse resultiert aus der Haltewirkung im Zahnfach, wenn die meisten Sharpey-Fasern unter Krafteinwirkung angespannt sind.

## Zahnangulationen
Die Zahnangulationen (Zahnwinkelstellung) nach Schumacher oder nach L. F. Andrews beschreiben die mesio-distale Neigung der Zähne, demnach die Neigung in der Sagittalebene.